# Dimetopia hirta
Dimetopia hirta är en mossdjursart som beskrevs av William MacGillivray 1886. Dimetopia hirta ingår i släktet Dimetopia och familjen Bugulidae. Inga underarter finns listade i Catalogue of Life.